# Дози, Рейнхарт
Рейнхарт Дози (Рейнгарт Дози, нидерл. Reinhart Pieter Anne Dozy; 21 февраля 1820, Лейден — 29 апреля 1883, там же) — нидерландский историк-востоковед и исламовед.
Из семьи французского происхождения, в XVII веке переселившейся в Нидерланды. Был хранителем собрания восточных рукописей в Лейдене и профессором истории в Лейденском университете (с 1850 года). Иностранный член-корреспондент Петербургской академии наук (1878) и академии деи Линчеи.
Книга «История мусульман в Испании» (фр. Histoire des Musulmans d’Espagne; в русском переводе «Мавританская Испания. Эпоха правления халифов. VI—XI века») Дози является одним из самых авторитетных источников по истории Аль-Андалуса и считается не устаревшей даже в XXI веке.
Славу знатока арабской истории доставила Дози обширная работа «Dictionnaire détaillé des noms des vêtements chez les arabes» (Амстердам, 1845).
За этим трудом последовал целый ряд работ, проливающих свет на историю арабов в СЗ Африке и Испании в Средние века:
- «Scriptorum Arabum loci de Abbacidis» (Лейден, 1813—1863);
- «History of the Almohades» (Лейден, 1847, 2 изд., 1881);
- «Geschichte Afrikas und Spaniens» (Лейден, 1848—1852);
- «Recherches sur l’histoire et la littérature des Arabes d’Espagne pendant le m. âge» (Лейден, 1849);
- «Histoire des Musulmans d’Espagne jusqu'à la conquête de l’Andalousie par les Almoravides» (Лейден, 1861 и 1881);
- «Het Islamisme» (Гарлем, 1863; франц. перевод Chauvin, Лейден, 1879);
- «Die Israeliten zu Mekka» (Лейпциг, 1864)
- и др.
- Дози Рейнхарт. Мавританская Испания. Эпоха правления халифов VI—XI / перевод Л. А. Игоревского. — М.: Центрполиграф, 2021. — 671 с. — (Всемирная история). — ISBN 978-5-227-08377-7.

Составил вместе с:
- де Гуе «Edrisi, description de l’Afrique et de l’Espagne, texte arabe, traduction, notes et glossaire» (Лейден, 1866);
- Энгельманом: «Glossaire des mots espagnoles et portugais, dérivés de l’arabe» (Лейден, 1869).

Ему же принадлежит «Supplément aux dictionnaires arabes» (Лейден, 1877—1881).